# 河口镇 (阳春市)
河口镇，是中华人民共和国广东省阳江市阳春市下辖的一个乡镇级行政单位。

## 行政区划
河口镇下辖以下地区：
河口社区、清溪村、黄颈村、蝉石村、曲水村、河东村、河口村、茶滩村、河南村、金保村、石河村、龙门村、上双村、下双村和梅垌村。